# Iñaki Urdangarin
Iñaki Urdangarin Liebaert (* 15. ledna 1968, Zumárraga) je manžel španělské infantky Cristiny. Je baskického a vlámského původu.
V letech 1986—2000 hrál házenou za klub FC Barcelona, získal s ním deset španělských titulů a šest vítězství v Lize mistrů. Reprezentoval Španělsko na třech olympijských hrách, v roce 1996 a 2000 vybojoval bronzovou medaili, stejně jako na mistrovství Evropy v házené 2000. Na hrách v Atlantě se seznámil s dcerou španělského krále Cristinou, s níž se oženil 4. října 1997 v Barceloně. Získal tak jure uxoris titul Vévody z Palmy de Mallorca. Mají spolu čtyři děti (Juan, Pablo, Miguel a Irene).
Vystudoval obchodní školu ESADE v Barceloně a pracoval jako manažer ve firmě Telefónica. Provozoval také dobročinnou nadaci Instituto Nóos. V této souvislosti je od roku 2011 vyšetřován kvůli podezření z rozsáhlých finančních machinací, kterými připravil španělský stát o částku v přepočtu přes 150 milionů Kč. V únoru 2013 byly z oficiálních internetových stránek královské rodiny odstraněny všechny zmínky o Urdangarinovi.